# Богдановци
Богдановци е село в Западна България. То се намира в община Ихтиман, Софийска област.

## География
Село Богдановци се намира в планински район.